# Казакевичево
Казаке́вичево — село в Хабаровском муниципальном районе Хабаровского края России. Образует одноимённое сельское поселение.

## География
Расположено в 40 км к югу от Хабаровска в устье реки Уссури, в начале Амурской протоки, на границе с Китаем.
Находится в пограничной зоне, место дислокации погранотряда и кораблей Амурской пограничной флотилии. Напротив села, на Большом Уссурийском острове, в месте впадения реки Уссури в Казакевичеву протоку в 1990-х годах построена часовня Воина Виктора.
Автомобильная дорога, ведущая к селу, начинается от микрорайона Хабаровска Красная Речка и от села Краснореченское (в обход Красной Речки).

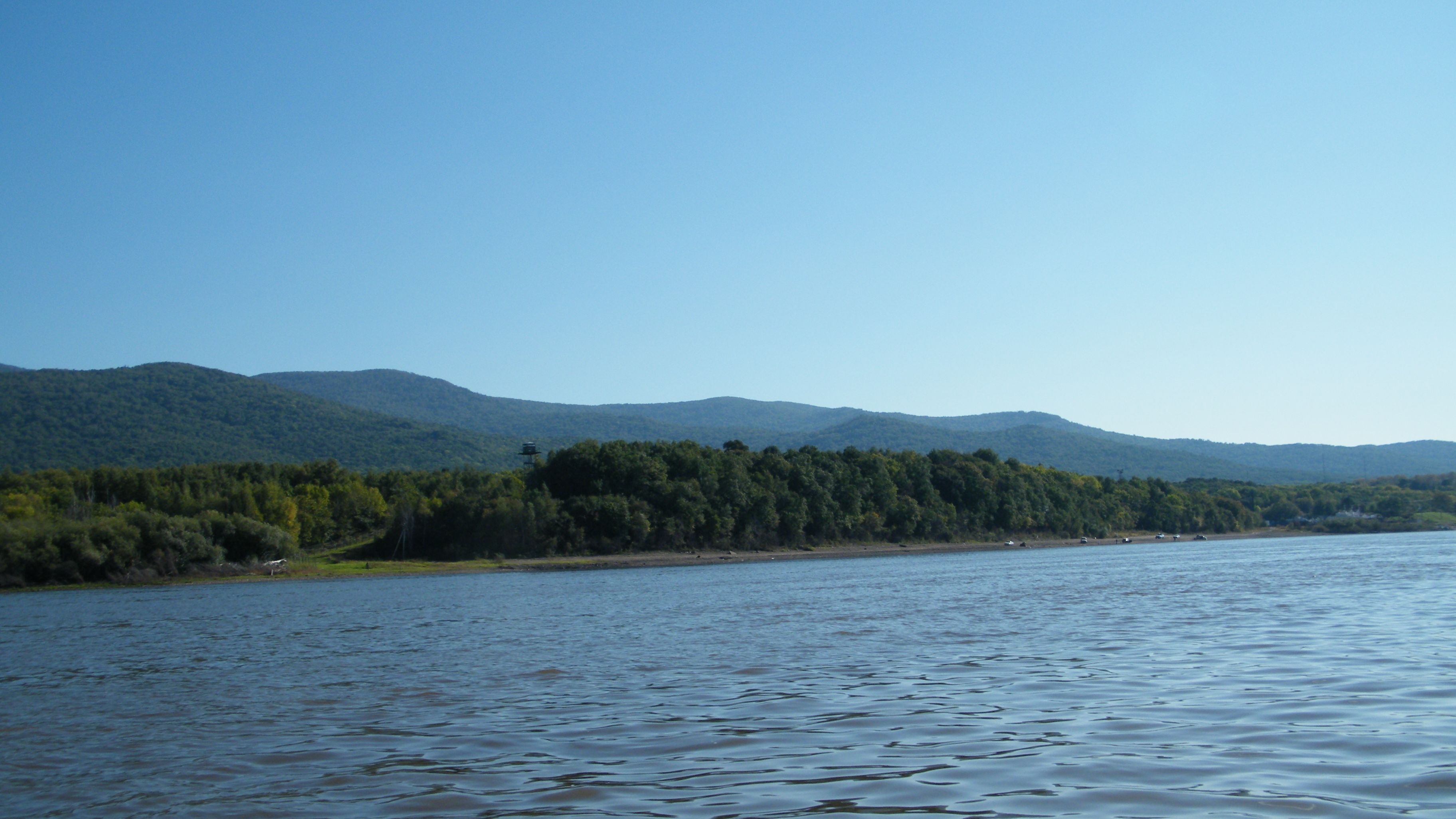
Пограничная вышка у села Казакевичево

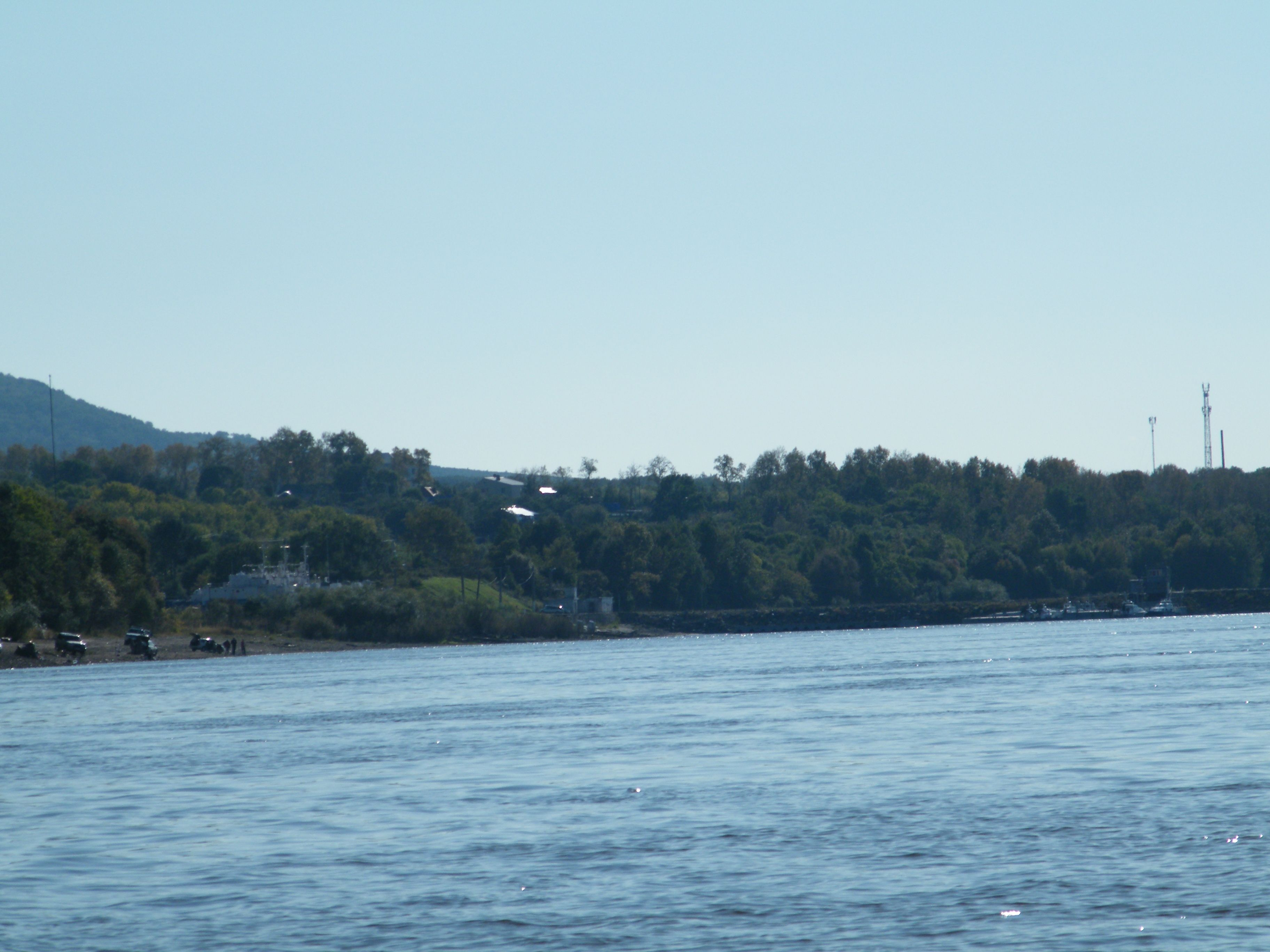
Стоянка кораблей Амурской пограничной флотилии

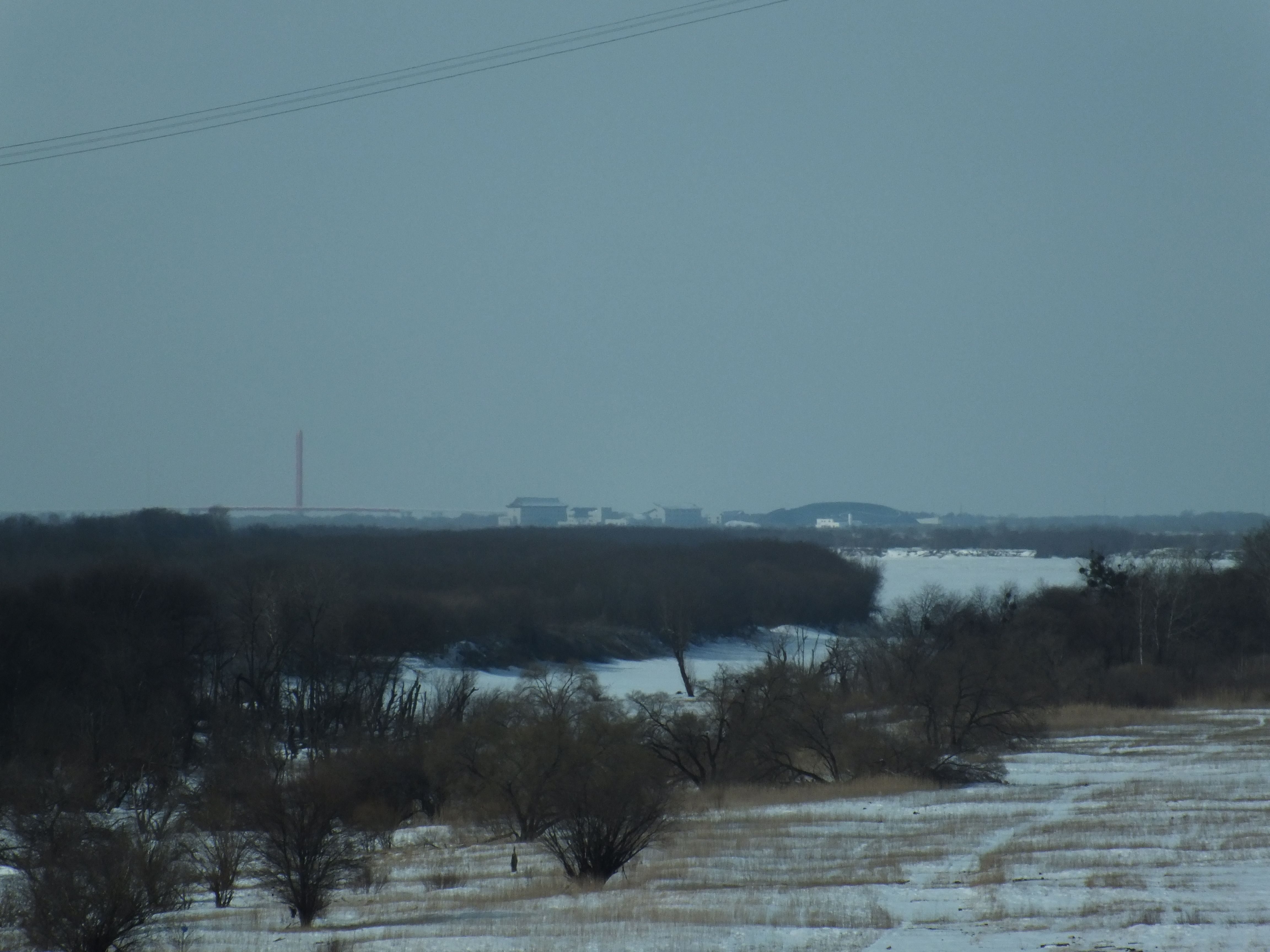
Китайский вантовый мост через протоку Казакевичева и китайский пограничный посёлок напротив с. Казакевичево, вид с моста через Амурскую протоку

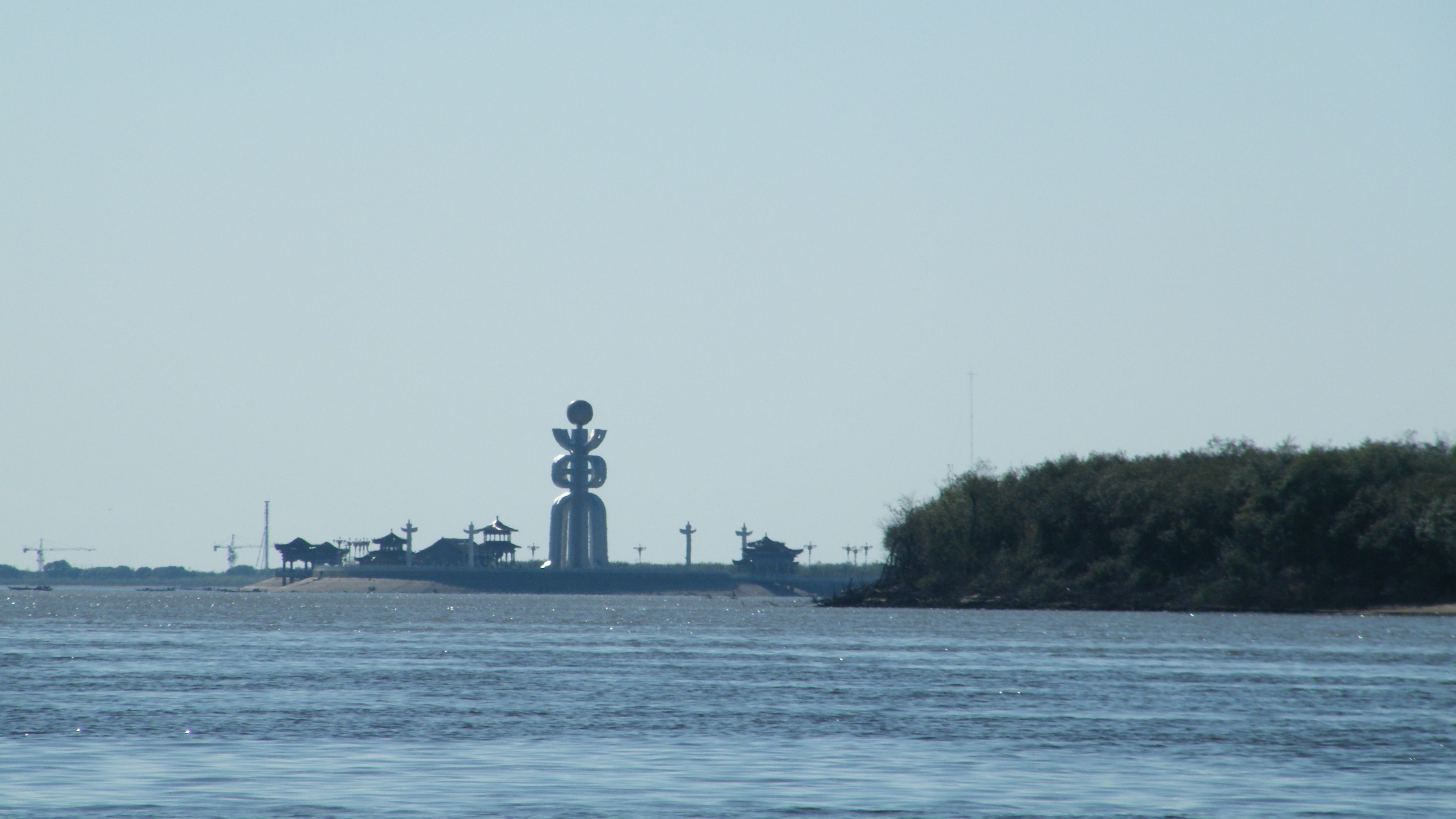
Китайский берег

## История
Заложено в 1857 году рядом с деревней гольдов Турмэ (Фурмэ). Первоначально — Усть-Уссурийский пост. В 1858 году переименовано в честь адмирала П. В. Казакевича, участника Амурской экспедиции Г. И. Невельского.
Н. Н. Муравьев, прибыв в поселение со всем своим штабом и архиепископом, писал 3 июня 1858 года атаману М. С. Корсакову:

«Мы шли ужасно долго от сильных противных ветров, которые, вероятно, задержали и прочие все сплавы, и пришли на устье Уссури только 31 мая. Там я нашёл Казакевича. Казаки, слава богу, здоровы, у них на посту всё хорошо; строят дом, магазин, огороды засажены, и время вообще не теряли. Устье Уссури совершенно в глуши, в 4-х верстах от главного русла Амура. Вследствие сего я ставлю 13-й батальон весь на Бурее, то есть на главном русле, чтоб он мог удобнее во всякое время спускаться и подыматься к устью Амура, а в протоки в мелководье пароходы ходить не могут. Около устья Уссури весьма немного места для поселения».

В течение года до переименования строительство велось силами линейного Сибирского батальона под командованием Я. В. Дьяченко. Станица пополнялась забайкальскими казаками, сплавлявшимися со всем хозяйством на плотах. Согласно закону об «Амурском казачьем войске» от 1860 года офицеры получали земли до 400, а рядовые — по 30 десятин.
Казакевичево упоминается во многих документах той поры. В середине июля 1857 года его посетил натуралист Г. И. Радде до прибытия первых переселенцев — казаков. Есть описание английского путешественника Т. Аткинсона 1860 года. В 1869 году работала экспедиция натуралиста Р. К. Маака и этнографа А. Д. Брылкина, прикомандированная комиссии картографа К. Ф. Будогосского. Эти места посетил Н. М. Пржевальский, описавший жизнь поселенцев через 10 лет в книге «Путешествие в Уссурийском крае 1867—1869 гг.»
С 1889 года, когда было образовано Уссурийское казачье войско, в него вошёл Казакевичевский станичный округ.
В 1897 году началось осуществление проекта соединения колёсной дороги от Хабаровска до Казакевичева.
В период гражданской войны село переходило из рук в руки разных сил. Последний станичный атаман Мартемьян Васильевич Шереметьев был убит И. П. Калмыковым в 1920 году во время стоянки отряда. Через село проходил генерал Н. П. Сахаров, насильно набирая станичников.
В 1922 году в селе установилась советская власть.
В 1933 году на краю села построен ИТЛ Дальлага, закрытый в 1938 году, и основан колхоз «Красный пограничник», в который вступили в том числе жившие неподалёку корейцы.
С 1937 по 1939 год жители испытали на себе репрессии.
В 1941—1949 годах близ села действовала т. н. «мельница» или «ЛЗ» («ложный кордон») — ложная советская пограничная застава, «Маньчжурский пограничный полицейский пост» и «Уездная японская военная миссия». Согласно замыслу, советских граждан, подозреваемых в шпионаже, отправляли с разведывательным заданием в «Маньчжурию», где они арестовывались «японцами» и соглашались (либо не соглашались — в чём и должна была заключаться «проверка») на сотрудничество, рассказывая о своем оперативном задании. На практике же в «Маньчжурии» работники НКВД (помимо японца и китайцев группа лиц играла роль «белоэмигрантов»), «мерами физического» и психологического воздействия, которые могли длиться неделями, попросту выбивали согласие на сотрудничество «с японской разведкой» и по возвращении «проверяемых» лиц на советскую территорию арестовывали их, с последующим приговором к большим срокам или расстрелу. Лица, догадавшиеся про настоящее назначение ЛЗ, уничтожались. Согласно документам, через «мельницу» прошло около 130 человек. Её существование позднее послужило поводом для смещения с поста, лишения звания и исключения из партии генерал-лейтенанта Федотова П. В. Документ про деятельность «мельницы» удалось отсканировать во время «Дела КПСС» диссиденту Владимиру Буковскому.
В 1945 году проведена операция по ликвидации японского поста на китайской территории в Тютюпае.
После войны в селе работал колхоз им. Дзержинского.

## Население
| 1861 | 1992 | 2002  | 2010 | 2011 | 2012 | 2013 |
| ---- | ---- | ----- | ---- | ---- | ---- | ---- |
| 378  | ↗867 | ↗1503 | ↘824 | ↗827 | ↗911 | ↘897 |
| 2014 | 2015 | 2016  | 2017 | 2018 | 2019 | 2020 |
| ↘888 | ↘870 | ↘839  | ↘824 | ↘816 | ↘785 | ↘734 |
| 2021 |      |       |      |      |      |      |
| ↗869 |      |       |      |      |      |      |

## Достопримечательности
- Школьный музей села Казакевичево в здании Культурно-досугового центра.

## Известные уроженцы
- Арзамасцев, Вениамин Владимирович (род. 1937) — советский и белорусский футболист и тренер.